# Andrew Joseph White
Andrew Joseph White es un autor estadounidense de ficción para jóvenes. Es mejor conocido por su novela distópica para adultos jóvenes y bestseller del New York Times, Hell Followed with Us (2022).

## Vida personal y educación
Asistió a la escuela secundaria Handley en Winchester, Virginia, y se graduó en 2016. Mientras asistía a la escuela, participó en el programa sin ánimo de lucro Project Write. White se graduó en la Universidad George Mason en 2022 de un máster en escritura creativa.
White comenzó a escribir historias sobre personas queer cuando tenía 12 años. Está casado con la autora de ficción especulativa Alice Scott.

## Carrera
Los libros de White se centran en personajes y temas LGBT. La revista Paste describió su escritura como «llena de verdades difíciles, furia justa y personajes queer complejos». Su deseo de escribir sobre personajes LGBT se inspiró en las numerosas leyes anti-transgénero que habían sido aprobadas en las legislaturas estatales. El trabajo de White ha sido recomendado por muchos otros autores LGBT, entre ellos TJ Klune. En una entrevista de 2022, dijo que muchas personas trans se sienten atraídas por el género de terror debido a «temas como la transgresión social, la vulnerabilidad y la alienación».
White fue un importante colaborador del movimiento de escritura #LGBTWIP en Twitter entre 2018 y 2020. También participó en la campaña de Twitter #TransBooks365 en 2021.

### Hell Followed with Us(2022)
La primera novela juvenil de White, Hell Followed with Us (2022), recibió críticas positivas. Fue finalista del Premio Morris 2023 de la Asociación de Servicios Bibliotecarios para Jóvenes Adultos. Antes de su publicación, Lambda Literacy la presentó como una de las novelas para jóvenes LGBTQIA+ más esperadas de junio de 2022. Hell Followed With Us ocupó el puesto número 10 en la lista de los libros más vendidos para jóvenes de The New York Times en agosto de 2022, y fue incluido en la lista de la Asociación Estadounidense de Libreros de los libros independientes más vendidos del año 2023 hasta ese momento. La revista Paste lo consideró uno de los mejores libros para jóvenes de 2022. White citó los videojuegos Far Cry 5 y Dead Space como inspiración para el libro, así como la serie Escape from Furnace de Alexander Gordon Smith. V. E. Tirado encargó un binder personalizado basada en la novela, algo que atrajo bastante atención. Trustbridge Entertainment adquirió los derechos cinematográficos de Hell Followed with Us en 2024. Se afirma que el proyecto resultará en una película de animación y está siendo producido en parte por Lilly Wachowski de la franquicia Matrix.

### The Spirit Bares its Teeth(2023)
La segunda novela de White, The Spirit Bares its Teeth,  se publicó el 5 de septiembre de 2023. Fue catalogado como uno de los mejores libros nuevos de 2023 por The Observer, que señaló: «White teje de forma brillante una novela que explora hábilmente los roles de género y la homosexualidad en una sociedad estricta y limitada». La revista Paste también lo incluyó como uno de sus mejores libros para jóvenes de 2023, lo que marca la segunda vez que una de las novelas de White aparece en la lista. La revista Southern Bookseller Review describió The Spirit Bares Its Teeth como una aportación necesaria a la literatura LGBTQ y de terror. Recibió una mención honorífica en los premios Stonewall Book Award de 2024.

### Lanzamientos posteriores
White firmó un contrato con la editorial Daphne Press para la publicación en Reino Unido de Hell Followed with Us, The Spirit Bares its Teeth y una tercera novela, Compound Fracture. Compound Fracture es un thriller juvenil ambientado en Virginia Occidental, publicado en septiembre de 2024. El debut de White en ficción para adultos, You Weren't Meant to be Human,  está previsto para 2025.  

## Vida personal
White es un hombre trans bisexual. Afirma que tuvo su primera "crisis de género" a los 16 años, pero no aceptó su identidad trans hasta varios años después. Es autista.